# Теодон III
Теодон III (нем. Theodo III.; около 770 — после 793) — герцог Баварии (777—788) из рода Агилольфингов, соправитель своего отца Тассилона III.

## Биография
Теодон III был старшим сыном правителя Баварского герцогства Тассилона III и Лиутберги. Он родился около 770 года; день его рождения — 8 октября — упоминается в одном из документов монастыря в Вальдердорфе. По свидетельству «Зальцбургских анналов», Теодон в 772 году в Риме был лично крещён папой римским Адрианом I. Вероятно, благодаря этому акту Тассилон III намеревался получить поддержку папства в предстоящей борьбе с франками, а папа римский заполучить союзника в противостоянии с лангобардами.
На состоявшемся 7 ноября 777 года собрании знати и духовенства Баварского герцогства Тассилон III сделал Теодона III своим соправителем. В этом качестве Теодон упоминается только в одном современном себе документе, хартии 784 года, в которой он наделён старинным римским титулом нобилиссим (лат. nobilissimus Theoto).
По свидетельству франкских авторов VIII—IX веков, мать Теодона III была виновницей конфликта между её мужем и королём франков Карлом Великим. По их свидетельствам, причиной ненависти Лиутберги к Карлу сначала был развод того в 771 году с первой супругой Дезидератой, дочерью короля лангобардов Дезидерия и сестрой Лиутберги, а затем уничтожение франками в 774 году Лангобардского королевства. Подстрекаемый супругой, Тассилон III заключил союз с врагами франков аварами. Однако Карл Великий предпринял решительные меры для полного подчинения баварского герцога своей власти. В результате в 787 году Тассилон III должен был признать свою полную зависимость от правителя Франкского государства и передать тому в качестве заложников тринадцать знатных баваров, включая и своего старшего сына.
Несмотря на этот шаг, уже в 788 году Карл Великий лишил Тассилона III престола. Независимое Баварское герцогство прекратило своё существование, став частью Франкского государства. Тассилон III, Лиутберга и их дети были увезены во Франкию, где уже находился Теодон III. Члены герцогской семьи были распределены по разным франкским монастырям. Местом заключения Теодона было назначено аббатство Святого Максимина в Трире.
О дальнейшей судьбе детей Тассилона III почти ничего не известно. Предполагается, что Теодон III скончался не ранее 793 года.

## Комментарии

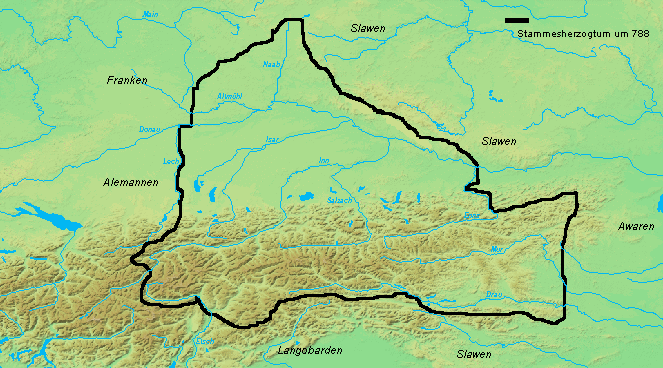
Герцогство Бавария в 788 году

1. ↑  Иногда упоминается как Теодон VI, если в число правителей Баварии включают и легендарных герцогов Теодона I, Теодона II и Теодона III, согласно «Анналам герцогов Баварии», правивших в первой половине VI века[1].